# خواکین
خواکین (اسپانیایی: Joaquín‎، اسپانیایی: [xoaˈkin]) یک نام کوچک مردانهٔ اسپانیایی با ریشهٔ عبری است. افراد سرشناس با این نام از این قرارند:

## نام کوچک
- خواکین بالاگوار (۱۹۰۶ – ۲۰۰۲)، سیاست‌مدار اهل جمهوری دومینیکن
- خواکین بلوم (زادهٔ ۱۹۳۳)، ژیمناست اهل کشور اسپانیا
- خواکین بوغوسیان، بازیکن فوتبال ارمنی‌تبار اهل اروگوئه
- خواکین تورینا، آهنگساز و نوازنده پیانو اسپانیایی
- خواکین رودریگو (۱۹۰۱–۱۹۹۹)، آهنگساز اسپانیایی
- خواکین ریس، هنرپیشه اهل اسپانیا
- خواکین سابینا، خواننده، ترانه‌سرا و شاعر اهل اسپانیا
- خواکین سانچز، بازیکن فوتبال اهل اسپانیا
- خواکین سوبرینو، دوچرخه‌سوار اهل اسپانیا
- خواکین سورولا (زادهٔ ۱۹۲۳)، نقاش اسپانیایی
- خواکین کاسترو، سیاستمدار اهل ایالات متحده آمریکا
- خواکین کورتس، طراح رقص، بالرین و هنرپیشه اهل اسپانیا
- خواکین کوردرو (۱۹۲۲ – ۲۰۱۳)، هنرپیشه اهل مکزیک
- خواکین کوسیو، هنرپیشه اهل مکزیک
- خواکین گوزمن، قاچاقچی مکزیکی بزرگ مواد مخدر و رهبر کارتل سینالوآ
- خواکین لاریوی، بازیکن فوتبال اهل آرژانتین
- خواکین نووا، دوچرخه‌سوار اهل اسپانیا
- خواکین فینیکس، بازیگر، تهیه‌کننده، کارگردان موزیک ویدئو، فعال اجتماعی و موزیسین آمریکایی